# Zdarzyło się to jutro
Zdarzyło się to jutro (ang. It Happened Tomorrow) – amerykańska komedia z 1944 roku w reżyserii René Claira, zrealizowana na podstawie sztuki Lorda Dunsany’ego.

## Fabuła
Laurence Stevens jest młodym i ambitnym dziennikarzem. Pewnego dnia trafia w posiadanie gazety, która opisuje wydarzenia z jutrzejszego dnia. Postanawia to wykorzystać i dzięki temu rozwinąć karierę. Znajduje się tam wiele sensacyjnych informacji i dzięki temu staje się sławny. Pewnego dnia w kolejnym numerze gazety, z której korzysta, znajduje informacje o swojej śmierci.

## Obsada
- Dick Powell - Lawrence Larry Stevens
- Linda Darnell - Sylvia Smith / Sylvia Stevens
- Jack Oakie - wujek Oscar Smith / Cigolini
- Edgar Kennedy - inspektor Mulrooney
- John Philliber - Pop Benson
- Edward Brophy - Jake Shomberg
- George Cleveland - pan Gordon
- Sig Ruman - pan Beckstein
- Paul Guilfoyle - Shep
- George Chandler - Bob
- Eddie Acuff - Jim

## Nagrody i nominacje
17. ceremonia wręczenia Oscarów
- Najlepsza muzyka w dramacie lub komedii – Robert Stolz (nominacja)
- Najlepszy dźwięk – Jack Whitney (nominacja)